# Craspedonema elegans
Craspedonema elegans är en rundmaskart. Craspedonema elegans ingår i släktet Craspedonema och familjen Bunonematidae. Inga underarter finns listade i Catalogue of Life.